# Zacharias Herrmann

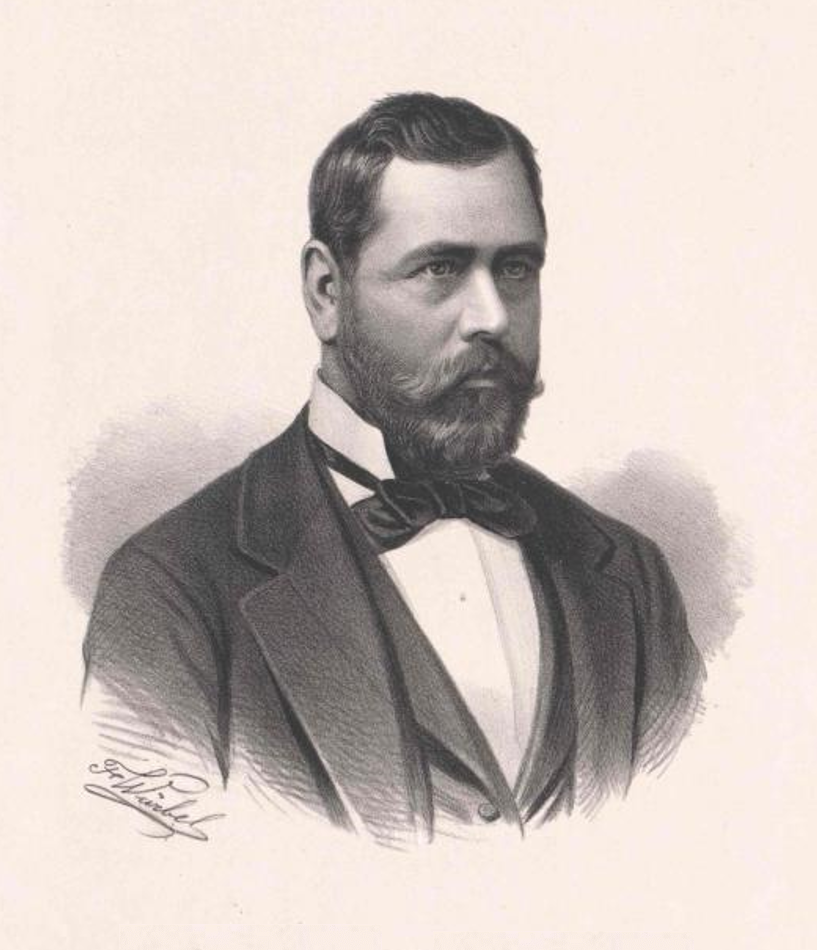
Lithographie Zacharias Herrmann

Zacharias Herrmann, auch Zacharias von Herrmann, Zacharias Herrmann von Milbes, in tschechischen Quellen auch Zachariaš Herrmann oder Zacharias Hermann (* 22. April 1834 in Milovany; † 6. März 1896 in Wien), war ein österreichischer und tschechischer Architekt, Baumeister und Politiker deutscher Nationalität aus Mähren und Mitglied des Reichsrates. Der in der zweiten Hälfte des 19. Jahrhunderts zu großem Einfluss und Ansehen in der k.u.k. Monarchie gelangte.

## Leben und Werk
Geboren in Milovany in Mähren stammte er aus einer völlig verarmten, sehr alten deutschen Familie. Es wird eine stammesgleichheit seiner Familie mit dem schlesischen Geschlecht der Hermann von Kattern angenommen, welche Anfang des 16. Jahrhunderts erstmals mit Michael Herrmann erscheinen und Ende des 17. Jh. mit Zacharias von Herrmann auf Kattern in den Adelsstand erhoben wurden.
Von Beruf war er Ingenieur und Architekt in Hranice. Er absolvierte ein technisches Studium in Wien. 1856 trat er dann in den Staatsdienst ein. 1865 schied er aus dem Staatsdienst aus.
Als selbstständiger Bauingenieur und Bauunternehmer beteiligte er sich am Bau von Eisenbahnen in seiner Heimatregion. Er beteiligte sich beispielsweise auch massiv am Bau der Zeměbranec-Landwehr Kaserne in Hranice, die Ende des 19. Jahrhunderts erbaut wurde, oder der Jánský-Anstalt in der heutigen Svatopluková-Straße. Aus eigenen mitteln kaufte und erbaute er in Mährisch Weißkirchen und Umgebung einige große Wohnkomplexe, Vierteln und Häuser, welche sehr gelobt wurden und als „Herrmannstadt“ bekannt wurden.

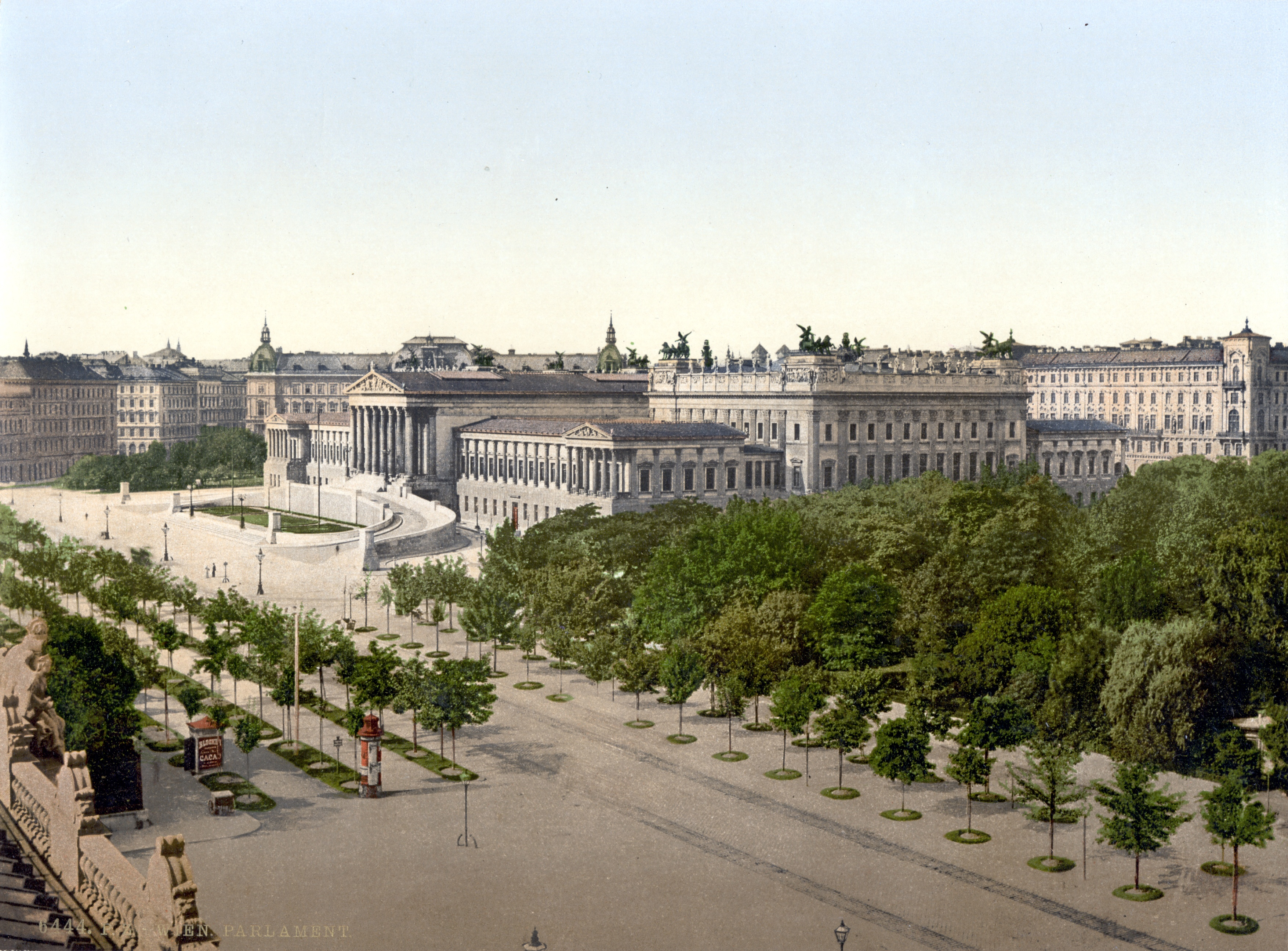
Reichsratsgebäude Wien, Wirkungsort von Zacharias Herrmann

Ebenfalls war er maßgeblich für die Renovierung und den Umbau des historischen Rathauses in Mährisch Weißkirchen zuständig, die Arbeiten wurden 1869 vollendet.
Auch Lokal hatte er einige hohe Ämter inne, unter anderem war er Präsident des Schützenvereins. Er war Ehrenbürger mehrerer Städte so unter anderem von Bodenstadt.

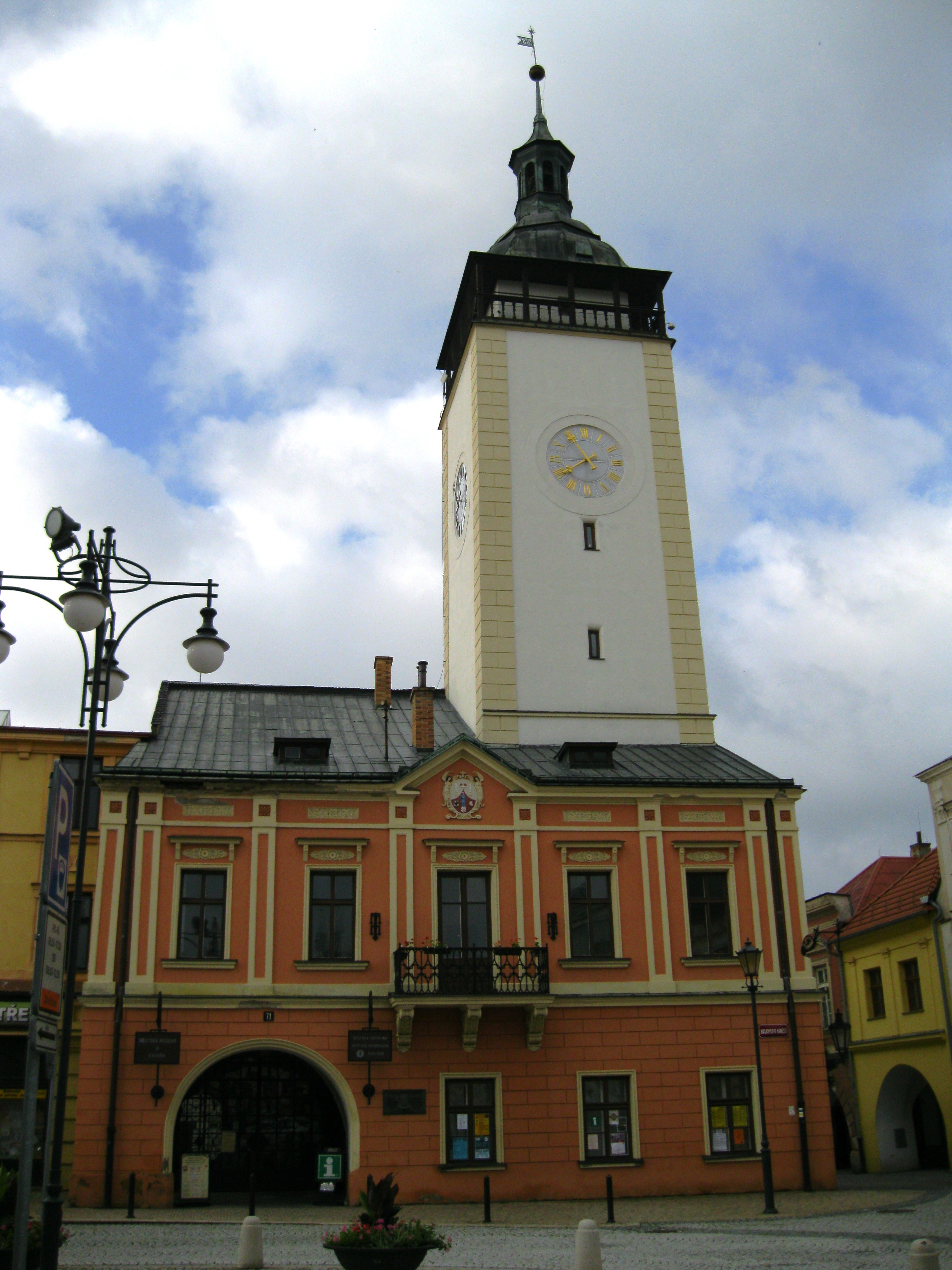
Rathaus von Mährisch Weißkirch, maßgeblich von Herrmann renoviert und umgebaut

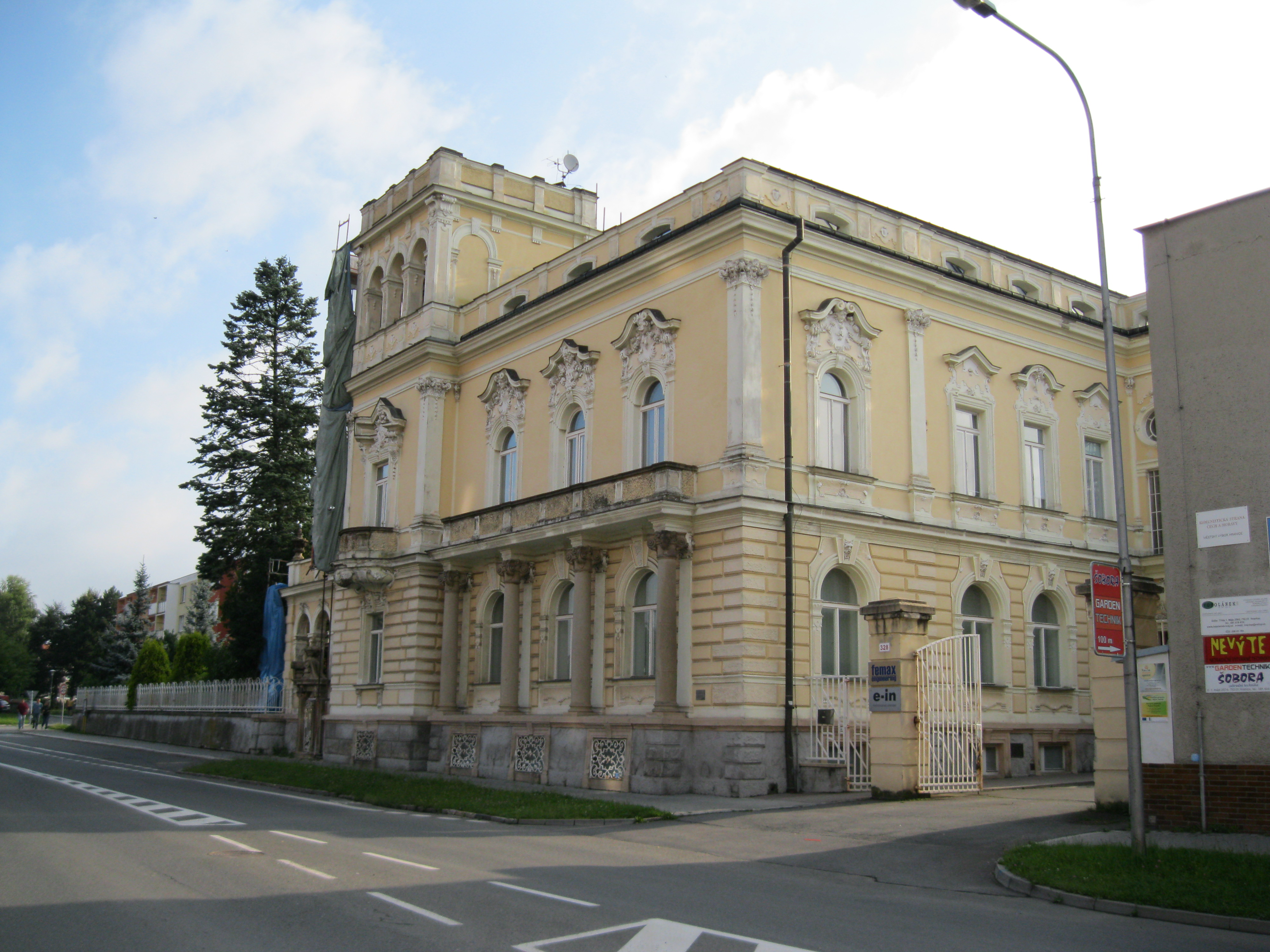
Palais Kunzova, von Herrmann erbaut

Er engagierte sich auch in der hohen Politik. Er diente als Mitglied des Reichsrates (Nationalparlament von Vorlitauen), wo er bei den Wahlen von 1879 für die Stadtkurie in Mähren, Bezirk Hranice, Lipník usw. antrat. In der Wahlperiode 1879–1885, er wird als Zacharias Herrmann, Bauingenieur, von Hranice geführt.
Er zog als verfassungstreuer Abgeordneter ins Parlament ein. Er war ein unabhängiger Kandidat. Beim Reichsrat im Oktober 1879 wird er als Mitglied des Altdeutschen Liberalen Clubs (Club der Liberalen) geführt.
Im Jahr 1885 verzichtete Herrmann freiwillig auf eine neue Kandidatur für den Reichsrat. Er überlegte es sich jedoch noch anders und ließ sich kurz darauf von tschechischen und kaisertreuen Kräften als Gegenkandidat gegen die deutsch Liberalen aufstellen, um seine Kritik an den deutsch Liberalen auszudrücken.
Trotz seines sozialen Hintergrundes wurde ihm zeitlebens eine sehr kritische Haltung und schiere Abneigung gegenüber der Aristokratie und dem feudalen System der Grundherrschaft in der österreichisch, ungarischen Monarchie nachgesagt, die er gerne in ihren Rechten und ihre Macht beschnitten gesehen hätte.
Im März 1896 soll er in Wien schwer erkrankt sein. Er starb am 6. März 1896 in Wien, im Rudolfinerhaus an Erschöpfung nach der Reise von Hranice.

## Wirken im Reichsrat
Bekannt ist, dass er sich beispielsweise mehrmals auch unter Mitwirkung seines Freundes Eduard Ritter von Portheim, der ebenfalls im Club der Liberalen geführt wird, für die Steuerliche Entlastung der einfachsten Bevölkerungsschichten und insbesondere der Arbeiterschaft einsetzte.

## Abstammung
Auch eine Abstammungsgemeinschaft mit den späteren schlesischen Rittern Hermann von Hermannsdorf, dessen Zweige im nahe des Herkunftsorts der Familie gelegenen Neisse in Schlesien beheimatet waren ist nicht auszuschließen. Die Hermann von Hermannsdorf waren in frühester Zeit in Österreich und Deutschland ansässig.
Ein definitiver Beweis konnte aufgrund der Lückenhaften Genealogie der Familien durch die Kriege der letzten Jahrhunderte, insbesondere durch die Schlacht am Weißen Berg und dem 30. Jährigen Krieg, der große Teile der europäischen Archive dem Feuer opferte, bisher nicht erbracht werden.